# Shigaite
La shigaite (simbolo IMA: Sga) è un minerale del supergruppo dell'idrotalcite e del gruppo della wermlandite appartenente alla classe minerale dei "solfati, cromati, molibdati e tungstati" con composizione chimica Mn6Al3(OH)18[Na(H2O)6](SO4)2 • 6(H2O).
La shigaite è l'analogo del manganese della poellmannite (Ca6Al3(OH)18[Na(H2O)6](SO4)2 • 6(H2O)) e della nikischerite (NaFe2+6Al3[(OH)18|(SO4)2] • 12(H2O)).

## Etimologia e storia
Il minerale deve il proprio nome alla sua località tipo, la prefettura di Shiga, sull'isola di Honshū (Giappone).

## Classificazione
La nona edizione della sistematica minerale di Strunz, che è stata aggiornata l'ultima volta dall'Associazione Mineralogica Internazionale nel 2009, elenca la shigaite nella classe "7. Solfati (selenati, tellurati, cromati, molibdati, tungstati)" e nella sottoclasse "7.D Solfati (selenati, ecc.) con anioni aggiuntivi, con H2O"; questa è ulteriormente suddivisa in base alla struttura cristallina e alla dimensione dei cationi, in modo che il minerale possa essere trovata nella sezione "7.DD Con soltanto cationi di media dimensione; strati di ottaedri che condividono uno spigolo" dove forma il sistema nº 7.DD.35 insieme a carrboydite, honessite, idrowoodwardite, motukoreaite, nikischerite, zincowoodwardite, glaucocerinite, woodwardite, idrohonessite, mountkeithite, natroglaucocerinite, wermlandite e zincaluminite.
Tale classificazione è mantenuta anche nell'edizione successiva, proseguita sul database "mindat.org" e chiamata talvolta Classificazione Strunz-mindat.
Nella Sistematica dei lapis (Lapis-Systematik) di Stefan Weiß la shigaite è elencata nel sistema nº VI/D.14-22. In tale sistematica ciò corrisponde alla classe dei "solfati, cromati, molibdati e tungstati" e quindi alla sottoclasse dei "solfati idrati, con anioni stranieri", dove la nikischerite forma un gruppo indipendente, ma senza nome, insieme a lannonite, metavoltina, motukoreaite, natroglaucocerinite, slavikite e wermlandite.
Anche la sistematica dei minerali secondo Dana, che viene utilizzata principalmente nel mondo anglosassone, classifica la shigaite nella classe dei "solfati, cromati e molibdati" e lì nella sottoclasse dei "solfati idrogeni con ossidrile o alogeno". Qui la si può trovare solo insieme a shigaite nel gruppo senza nome 31.01.02 all'interno della suddivisione "solfati acquosi con idrossile o alogeno e (A+B2+)m(XO4)pZq • x(H2O), con m : p > 6 : 1".

## Abito cristallino
La shigaite cristallizza nel sistema trigonale nel gruppo spaziale R3 (gruppo nº 148) con i parametri reticolari a = 9,512 Å e c = 33,074 Å, oltre a 3 unità di formula per cella unitaria.

## Origine e giacitura
La shigaite è un minerale raro presente nei giacimenti metaformosati di manganese; a seconda del luogo di ritrovamento, la si trova associata a rhodochrosite, sonolite, manganosite, pirocroite, jacobsite, hausmannite e galaxite (Ioi mine, Japan); associata a rhodochrosite, leucophoenicite, gageite e caryopilite (nella miniera di "Wessels",in Sud Africa); infine ad arsenoclasite, gatehouseite, hematite, hausmannite, barite e gesso (Iron Monarch quarry, Australia).
I siti di ritrovamento sono pochi e sparsi per il mondo: oltre alla sua località tipo, la città di Kusatsu nella prefettura di Shiga in Giappone, è stata ritrovata a Iron Knob (in Australia); sul monte Saint-Hilaire (nel Québec, Canada); a Wodzisław Śląski (Polonia); nella municipalità locale di Joe Morolong (Sud Africa); nella contea di Iron (Michigan, Stati Uniti).

## Forma in cui si presenta in natura
Sottili cristalli esagonali, tabulari, larghi fino a 2 cm, talvolta in gruppi. Si presentano in sottili strati o come riempimento di fratture. Il minerale ha colore che va dal marrone chiaro al marrone scuro, ma anche giallo o arancione, il colore del suo striscio è bianco giallastro.